# Angelo Giustiniano
Angelo Giustiniano (1568. ‒ 1629.), hrvatski katolički svećenik, isusovac, matematičar.
Bio je jedan od prvih hrvatskih profesora na inozemnim sveučilištima
Rodom iz Šibenika. Prva je osoba iz hrvatskih krajeva koja je bila profesor matematike na Rimskom kolegiju. Predavao je odmah na početku 17. stoljeća, kad je na kolegiju studirao Bartol Kašić.